# Bernd Baumgartl
Bernd Baumgartl (* 11. Juni 1964 in Salzburg; † 10. August 2009 in Wien) war ein österreichischer Politik- und Sozialwissenschaftler mit Schwerpunkt im Bildungsbereich.

## Leben
Er wirkte vor allem in Süd-Ost-Europa und trug sehr früh wesentlich zur Beteiligung der österreichischen Sozialforschung an europäischen Projekten bei.
Nach diversen Sprachdiplomen an Universitäten in Salamanca, Mexico D.F. und Sofia, schloss er an der Universität Salzburg ein Magister-Studium in Bulgarisch und Geschichte ab. Es folgte ein PhD in Sozial- und Politikwissenschaft am Europäischen Hochschulinstitut in Florenz sowie Forschungsaufenthalte am MIT in Cambridge/MA sowie der London School of Economics in London. Von 1995 bis 1998 war er für die European Training Foundation in Turin tätig, hierauf gründete er das Forschungs- und Beratungsunternehmen Navreme Knowledge Development in Wien, das er bis zuletzt leitete.

## Schriften (Auswahl)
- Bernd Baumgartl und Adrian Favell (Hrsg.) (2005): New Xenophobia in Europe. Dordrecht: Kluwer Law International, 1995
- Bernd Baumgartl (1997): Transition and Sustainability. Interest and Actors in Eastern European Environmental Policy. Kluwer Law International, The Hague, London, Boston, 1997
- Bernd Baumgartl und Jenny Hughes: Project Manager's Guide to Evaluation. navreme and Makedonska Riznitsa, 2005, ISBN 978-9989500534.
- Bernd Baumgartl und Jochen Fried: From Here to There: Mileposts in Higher Education. navreme and Makedonska Riznitsa, 2007, ISBN 978-9989500497.